# Concierto en modo galante para violonchelo y orquesta
El Concierto en modo galante para violonchelo y orquesta es una obra para violonchelo y orquesta del compositor español Joaquín Rodrigo compuesta en 1949. Es el primero de los dos que compuso para este instrumento.
La obra fue un encargo del chelista  Gaspar Cassadó. En un primer momento, Rodrigo se mostró reacio a componer más conciertos, después de los de Aranjuez para guitarra (1939), Heroico para piano (1942) y de Estío para violín (1944), pero tras encontrar la forma apropiada, aceptó. Compositor e intérprete estuvieron trabajando en la obra durante el verano de 1949, estrenándose el 4 de noviembre en el Palacio de la Música de  Madrid con la Orquesta Nacional de España dirigida por Ataulfo Argenta.
Tras el estreno, la obra se interpretó al año siguiente en Roma. Aunque fue bien recibido, Cassadó lo consideró demasiado largo y eliminó algunos pasajes que consideraba accesorios por no intervenir el solista. Cuando llegó el momento de publicarlo, la esposa del compositor, Victoria Khami, se ocupó de restaurarlo.

## Estilo y estructura
Rodrigo se inspiró en el ambiente de la España del siglo XVIII y la música de Boccherini, pero con un tono popular e irónico, sobre todo en el primer movimiento,Allegretto grazioso. El Adagietto, en cambio, posee un profundo lirismo. La obra se cierra con un Rondó: giocoso de aire popular.
La orquestación es clásica: dos flautas, dos oboes, dos clarinetes, dos fagotes, dos trompas, dos trompetas y cuerda. Es liviana y permite al solista desplegar sus recursos con comodidad. Cassadó dijo del concierto:

Una obra excelente que enriquece sensiblemente el repertorio de violonchelo y orquesta... la economía de su instrumentación hace que resulte una de las raras partituras en las que el violonchelo solista no resulta nunca ahogado por el peso orquestal.

## Discografía
- Robert Cohen, violonchelo. Orquesta Sinfónica de Londres, Enrique Bátiz (EMI).
- Asier Polo, violonchelo. Orquesta Sinfónica de Castilla y León, Max Bragado Darman (Naxos).